# 保戸島

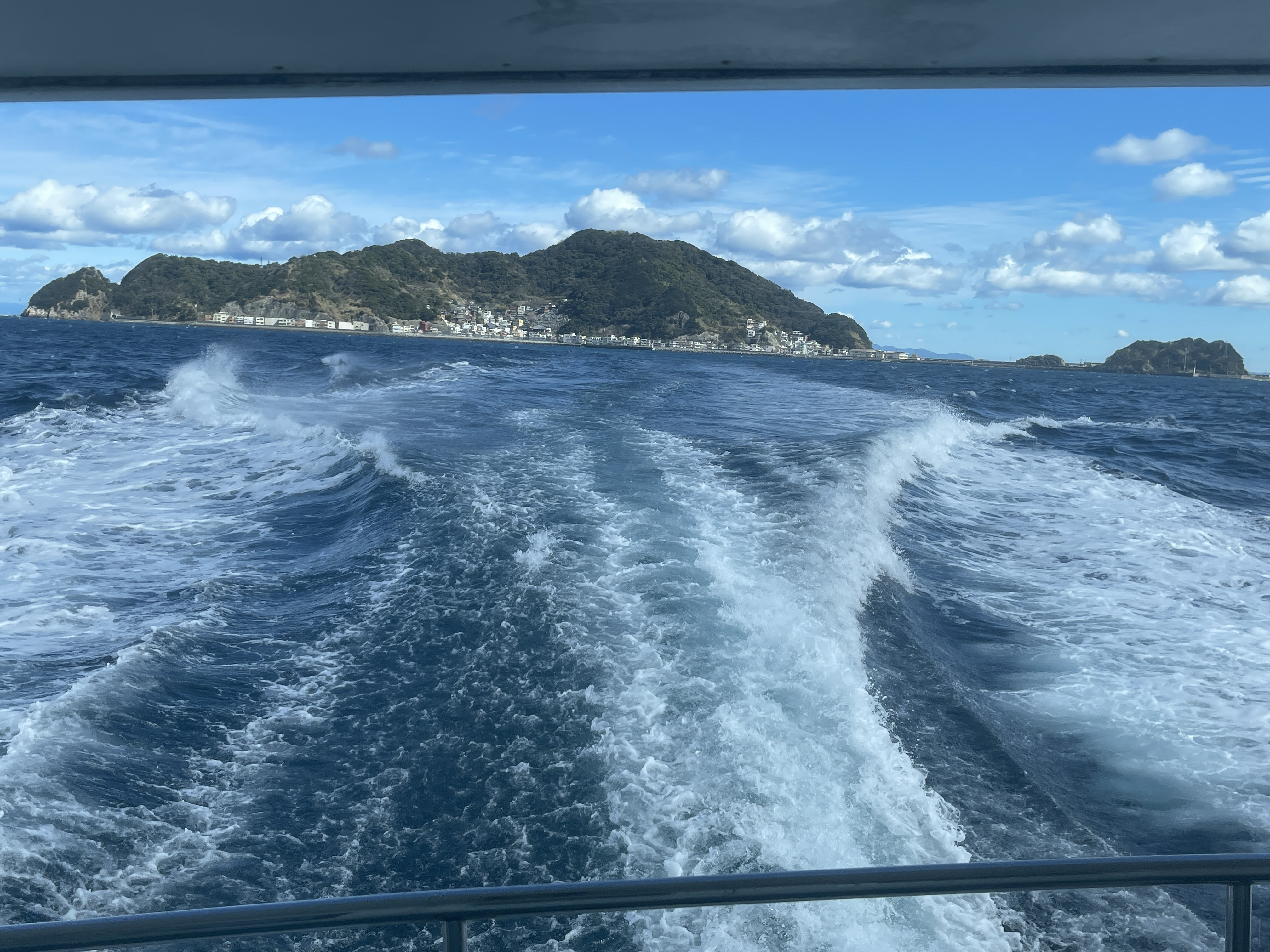
保戸島全景

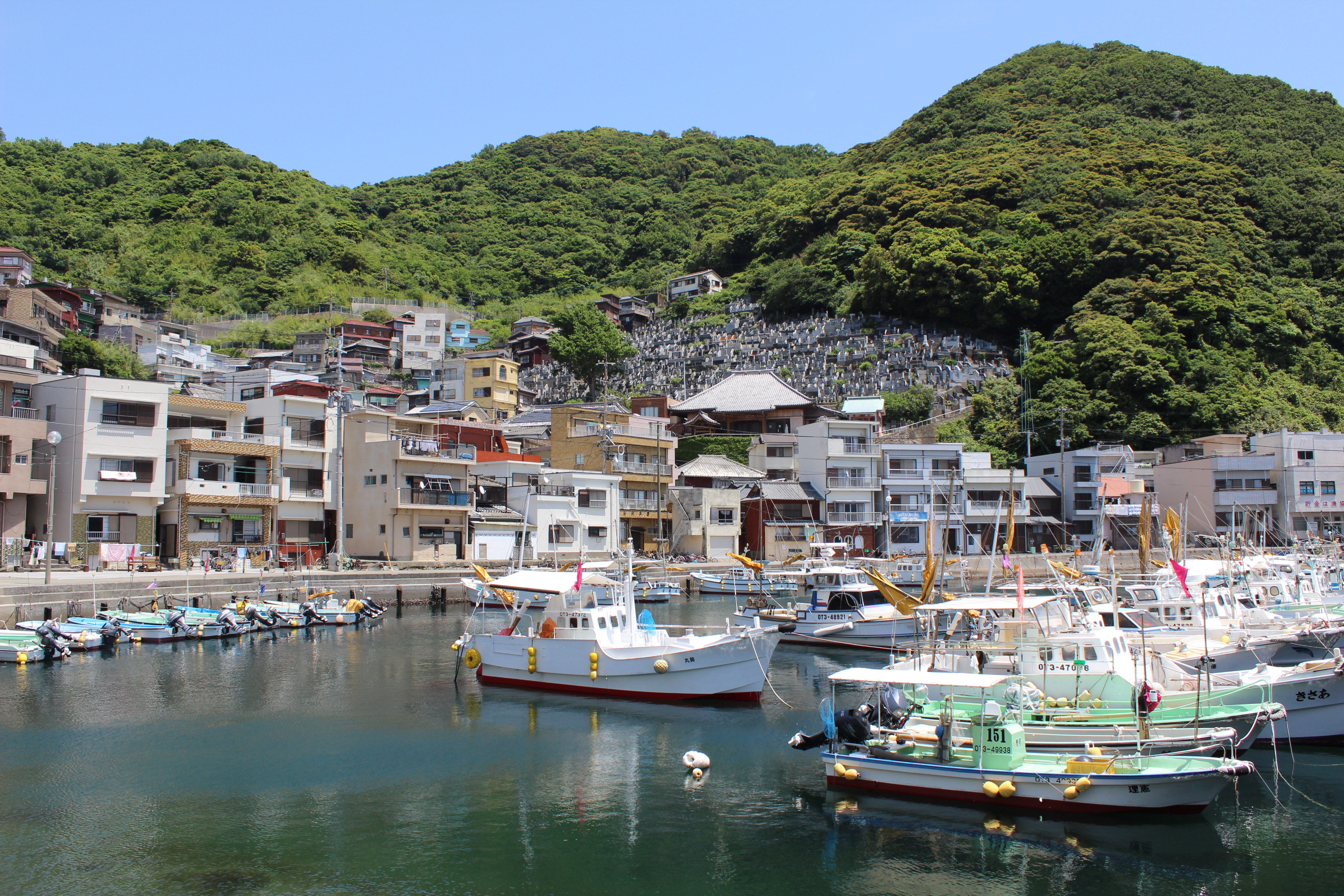
保戸島の集落

保戸島（ほとじま）は、大分県の四浦半島沖の豊後水道に浮かぶ島。津久見市に属する。

## 概要
津久見港から北東約14kmに位置し、周囲約4km、面積0.86km2、最高地点は標高179mの遠見山である。人口は978人（2010年国勢調査）で、マグロの遠洋漁業の基地として知られている。また、島の一部は日豊海岸国定公園に指定されている。明治25年（1892年）から昭和26年（1951年）までは、保戸島村として独立した一自治体であった。
平地がほとんどないため、海岸に迫る急な斜面に3階建てのコンクリート造の建物がひしめくように建ち並んでおり、その風景は地中海の漁港を連想させる。保戸島集落は「未来に残したい漁業漁村の歴史文化財百選」に選定されている。
柳田國男は大正9年（1920年）にこの島を訪れた時の島の自然や生活の様子を、『海南小記』（1925年）にて描写している。

## 教育

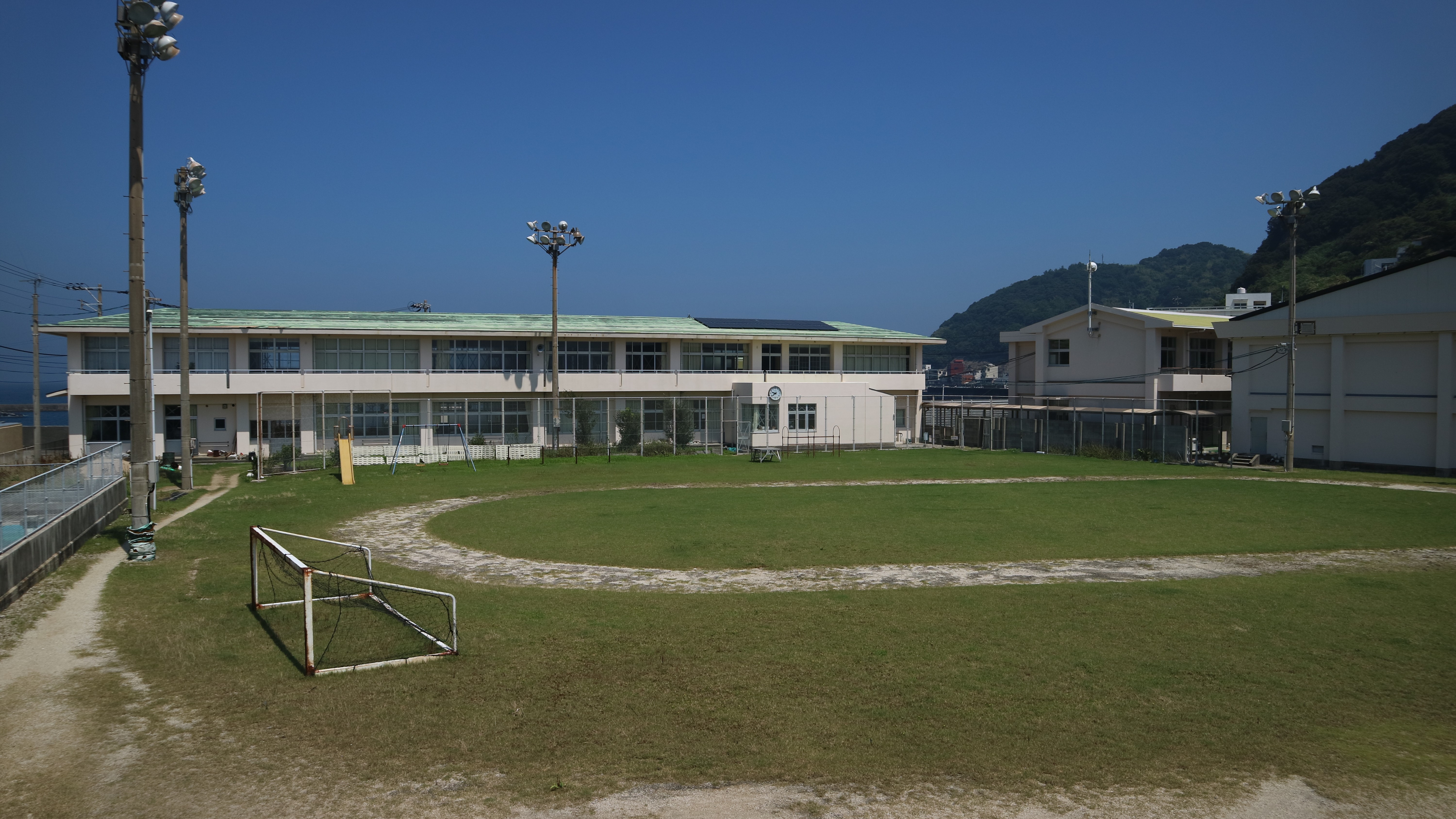
保戸島小学校

- 津久見市立保戸島中学校
- 津久見市立保戸島小学校

## 交通

### 航路
- 津久見港から定期船「マリンスター」、「ニューやま2号」が就航している。所要時間は25分で、1日6便が運航されている。

保戸島と四浦半島との間の距離は約100mであり、四浦半島の先端までは大分県道611号四浦日代線が通じている。2010年9月に策定された『津久見市都市計画マスタープラン』では、四浦日代線と保戸島とを結ぶ架橋構想について、基盤整備推進のために関係機関に働きかけることが挙げられている。

### 島内
- 大分県道612号長目中ノ島線 - 保戸島を通る唯一の県道である。一部区間は未整備で[3]、開通部分の全長は256m、幅は1.2m - 1.8mで日本一狭い県道ともされる。2014年頃に、市道と区別するためにこの道路の両端に県道の表示を行ったが、この道路が県道とは知らず、山側にある人通りの多い道路を県道と思っていた島民もいて、話題になったという[4]。

マリンスター
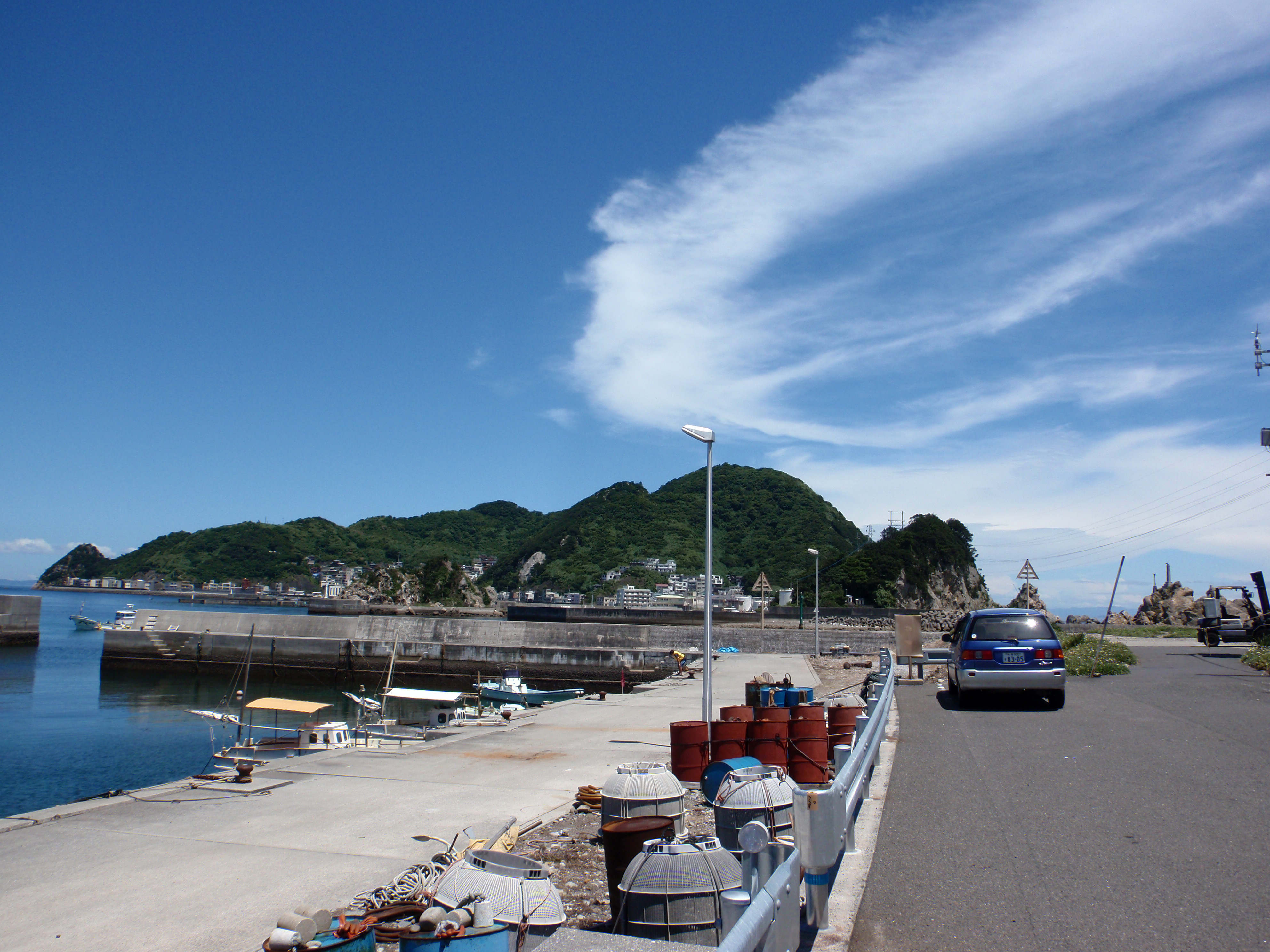
県道612号起点から見た保戸島
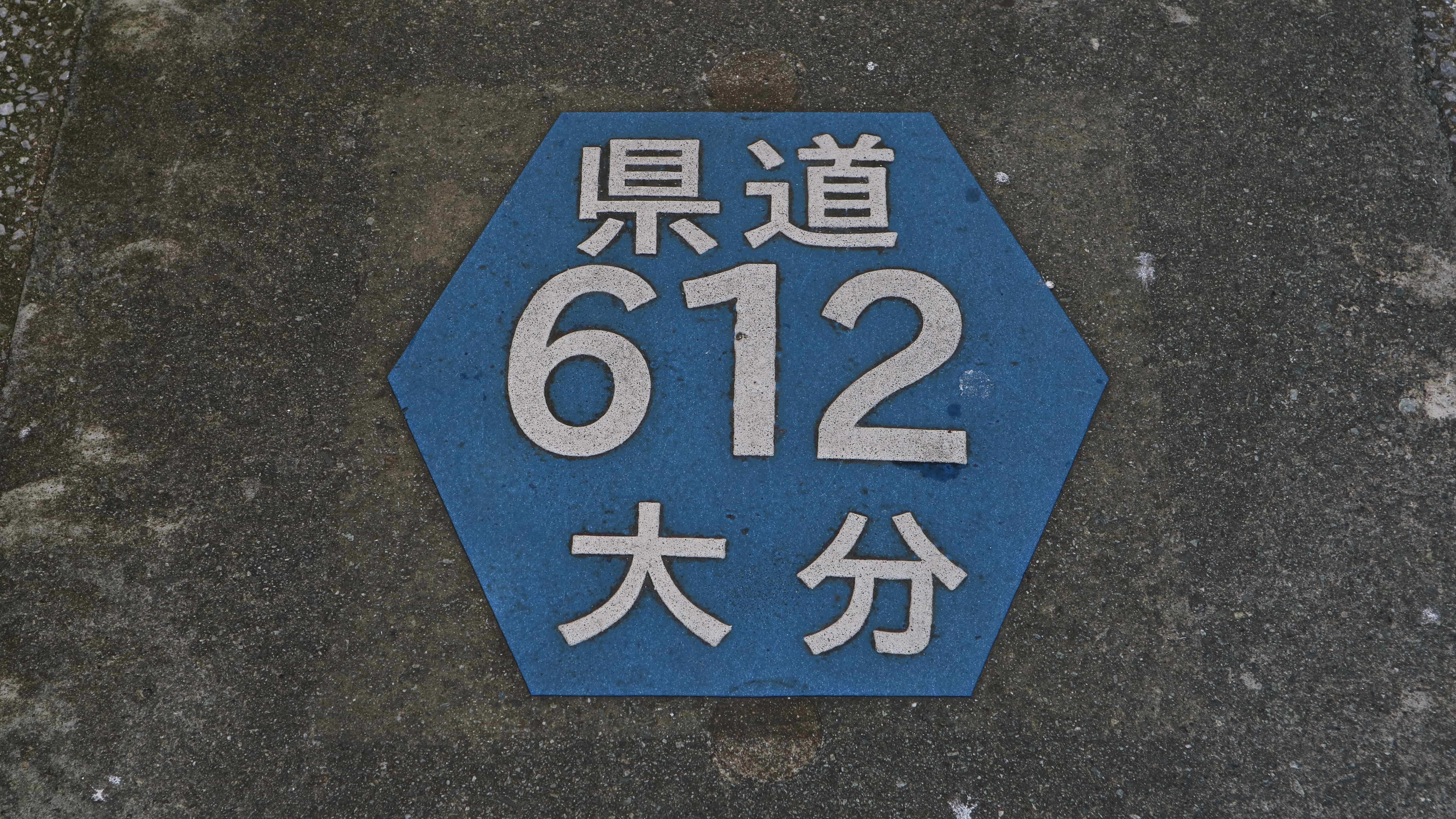
県道612号の表示